# آرامگاه سیبویه
بقعه سیبویه, مربوط به دوران‌های تاریخی پس از اسلام است و در شیراز، محله سنگ سیاه واقع شده که توسط استاد معصومی از اساتید دانشگاه صنعتی اصفهان و از اعوان ایل قشقایی تجدید بنا شد. این اثر در تاریخ ۲۵ اسفند ۱۳۷۹ با شمارهٔ ثبت ۳۰۶۷ به‌عنوان یکی از آثار ملی ایران به ثبت رسیده است.